# Puchar Świata w narciarstwie alpejskim 2009/2010
Sezon 2009/2010 Pucharu Świata w narciarstwie alpejskim rozpoczął się 24 października 2009 tradycyjnie już w austriackim Sölden, a następne starty odbyły się 14 listopada w Levi. Ostatnie zawody z tego cyklu miały miejsce 14 marca 2009 w niemieckiej miejscowości Garmisch-Partenkirchen. Rozegrano 32 zawody dla kobiet i 34 konkurencje dla mężczyzn oraz drużynową kombinację mieszaną.
Najważniejszymi startami w sezonie była rywalizacja o olimpijskie medale w Vancouver podczas Zimowych Igrzysk Olimpijskich 2010.

## Puchar Świata w narciarstwie alpejskim kobiet
Wśród kobiet ponownie najlepszą zawodniczką okazała się Amerykanka Lindsey Vonn, która zdobyła 1671 punktów, wyprzedzając Niemkę Marię Riesch oraz Anję Pärson ze Szwecji.
W poszczególnych klasyfikacjach tryumfowały:
- Lindsey Vonn - zjazd
- Maria Riesch - slalom
- Kathrin Hölzl - gigant
- Lindsey Vonn - supergigant
- Lindsey Vonn - superkombinacja

## Puchar Świata w narciarstwie alpejskim mężczyzn
Wśród mężczyzn najlepszym zawodnikiem okazał się Szwajcar Carlo Janka, który zdobył 1197 punktów, wyprzedzając Benjamina Raicha z Austrii oraz Didiera Cuche'a ze Szwajcarii.
W poszczególnych klasyfikacjach tryumfowali:
- Didier Cuche - zjazd
- Reinfried Herbst - slalom
- Ted Ligety - gigant
- Erik Guay - supergigant
- Benjamin Raich - superkombinacja